# Milim
Milim är en låt framförd av Harel Skaat. Den är skriven av Tomer Adaddi och Noam Horev.
Låten var Israels bidrag i Eurovision Song Contest 2010 i Oslo i Norge. I semifinalen den 27 maj slutade den på sjunde plats med 75 poäng vilket kvalificerade bidraget för finalen den 29 maj. Där slutade det på sextonde plats med 53 poäng.